# Culture de Kokel
La culture de Kokel (IIe siècle av. J.-C.-Ve siècle) est une culture Xiongnu et post-Xiongnu, du sud de la Sibérie, dans la région de la république moderne de Touva. Cette culture se situe temporellement dans l'intervalle entre la chute de l'empire Xiongnu (93) et la montée du premier khaganat turc (VIe siècle). Dans l'archéologie russe, elle est considérée comme appartenant à la « période hunno-sarmate » (IIe siècle av. J.-C.-Ve siècle).
La culture de Kokel a également été nommée « culture de Syyn-Tchiourek », ou « culture de Chourmak », basée sur les noms des sites de diverses découvertes archéologiques.
Les datations au carbone des sites de Kokel vont généralement du IIe au IVe siècle de notre ère.

Les tombes de la culture Kokel (IIe – IVe siècle de notre ère) ont tendance à être trouvées au même endroit que  des tombes antérieures des cultures Saka du début de l'âge du fer (IXe siècle av. J.-C.) et des tombes ultérieures de la période turque (Ve siècle).

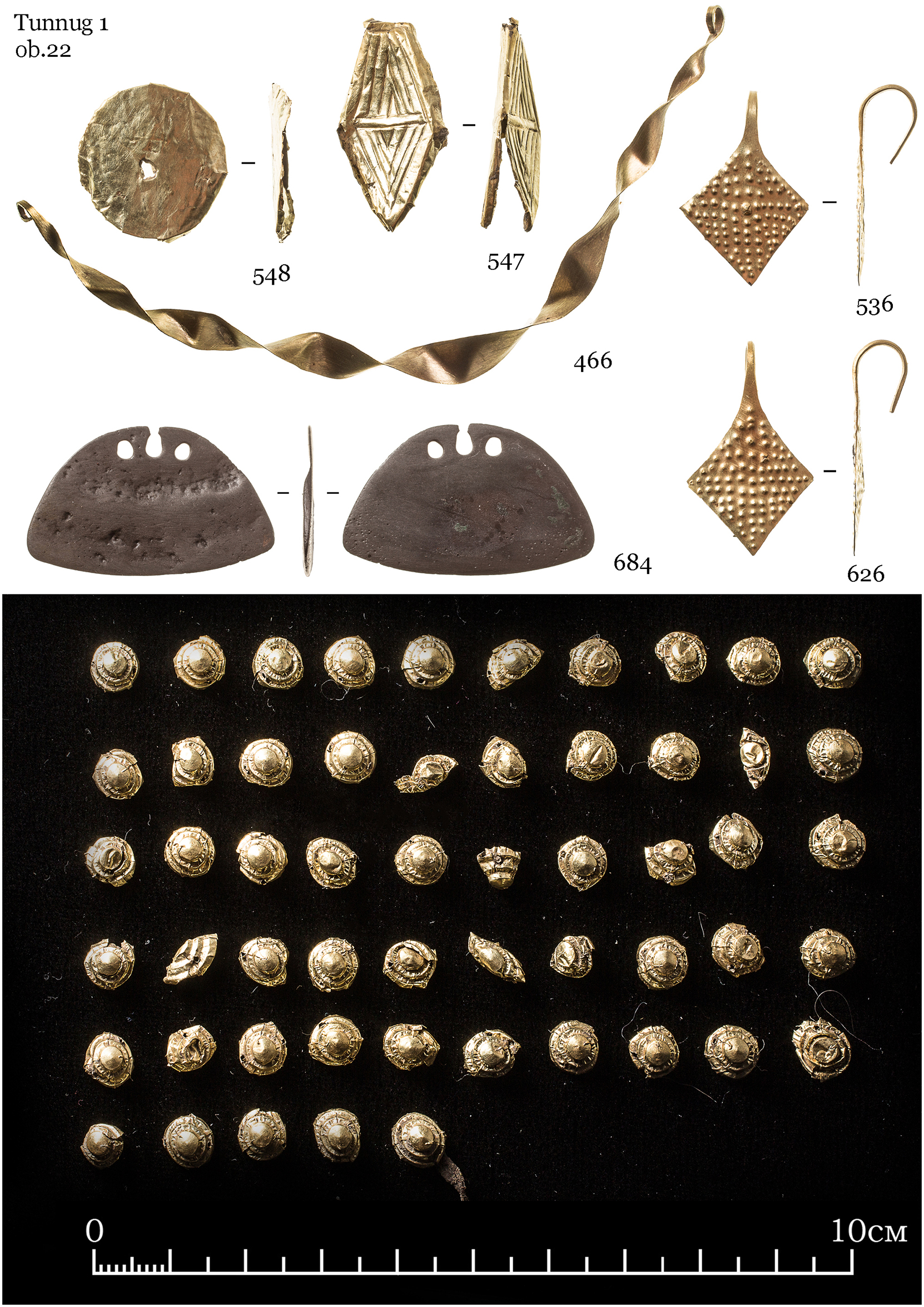
Artefacts en or de la culture de Kokel du site de Tunnug I
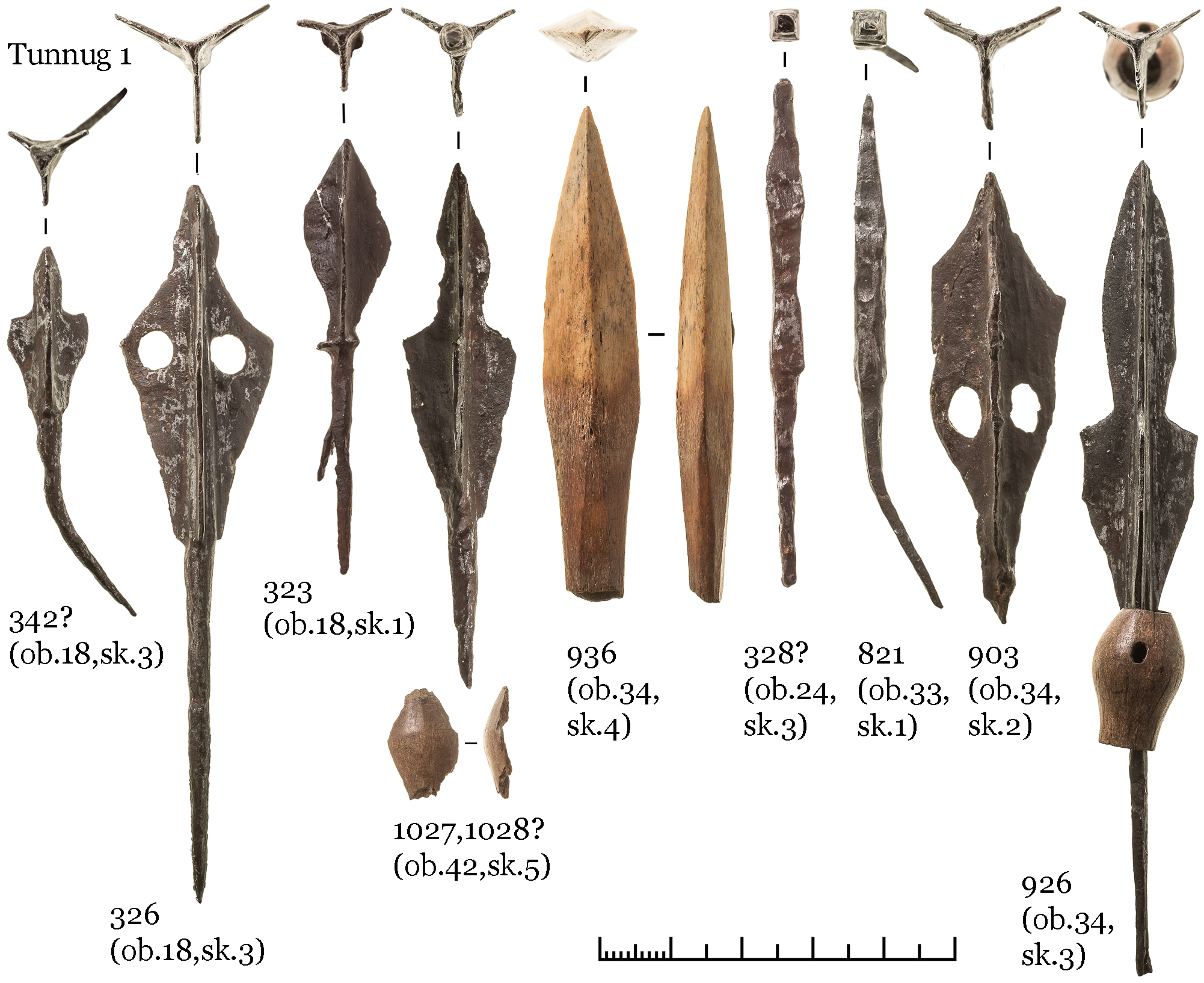
Pointes de flèches trouvées dans les restes squelettiques de personnes de la culture de Kokel
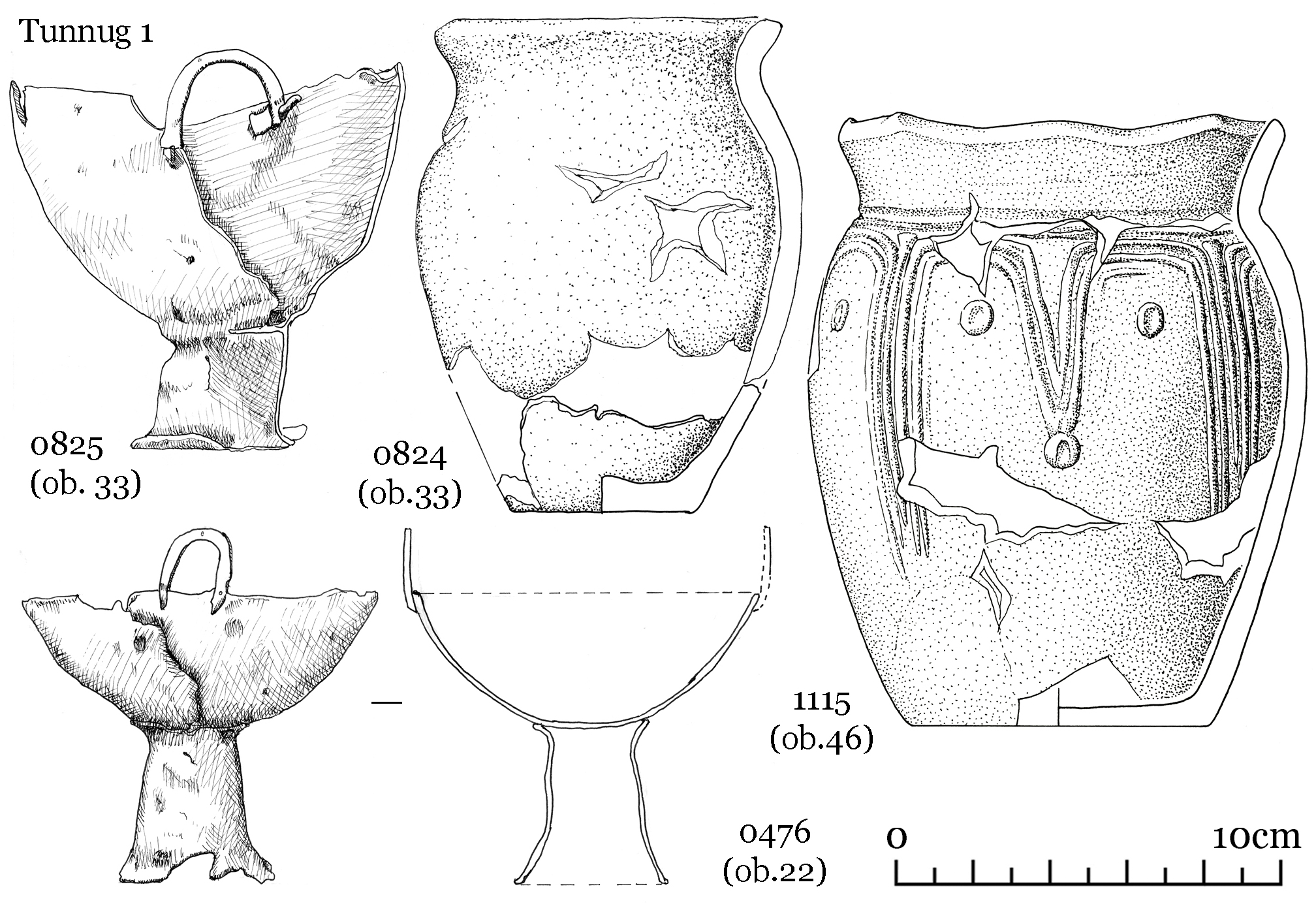
Vases en fer et en céramique de culture de Kokel

## Sources
- (en) Sadykov, Caspari, Blochin et Lösch, « The Kokel of Southern Siberia: New data on a post-Xiongnu material culture », PLOS ONE, vol. 16, no 7,‎ 16 juillet 2021, e0254545 (ISSN 1932-6203, DOI 10.1371/journal.pone.0254545, lire en ligne)
- Chan, Sadykov, Blochin et Hajdas, « The polymorphism and tradition of funerary practices of medieval Turks in light of new findings from Tuva Republic », PLOS ONE, vol. 17, no 9,‎ 22 septembre 2022 (lire en ligne)